# Orchis olbiensis
Orchis olbiensis là một loài thực vật có hoa trong họ Lan. Loài này được Reut. ex Gren. mô tả khoa học đầu tiên năm 1859.

## Hình ảnh

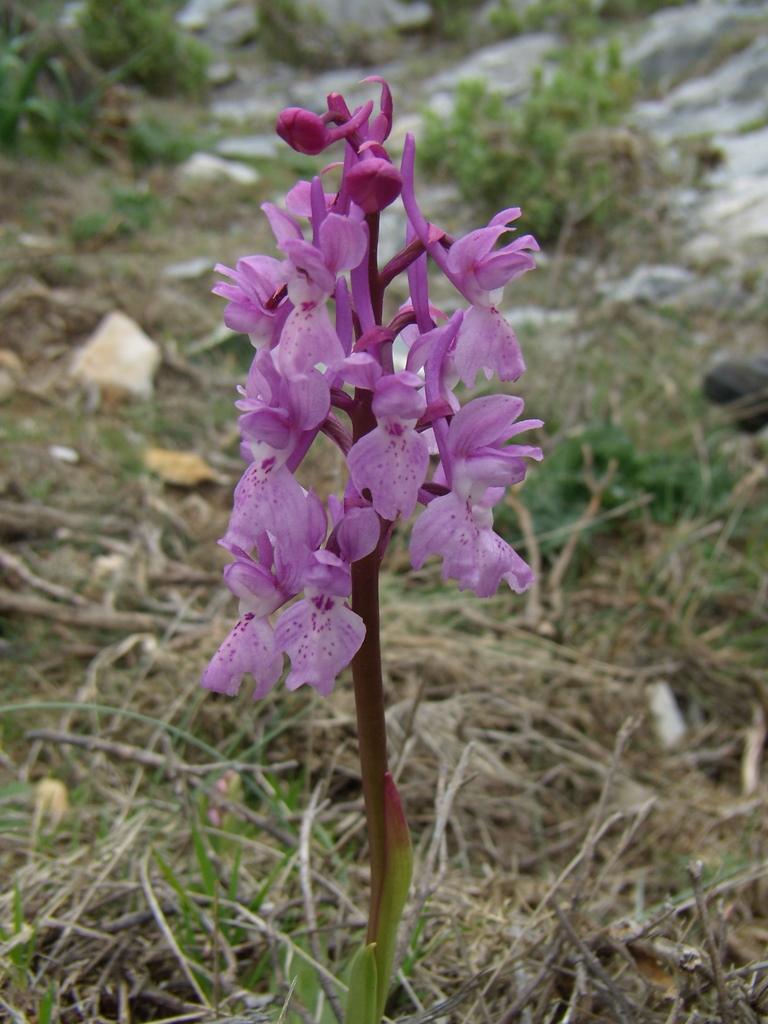